# Coleocephalocereus goebelianus
Coleocephalocereus goebelianus ist eine Pflanzenart aus der Gattung Coleocephalocereus in der Familie der Kakteengewächse (Cactaceae). Das Artepitheton goebelianus ehrt den deutschen Botaniker Karl Immanuel Eberhard Goebel.

## Beschreibung
Coleocephalocereus goebelianus wächst mit aufrechten, säulenförmigen, nur selten nahe der Basis verzweigten Trieben. Die Triebe erreichen bei Durchmessern von bis 12 Zentimetern Wuchshöhen von bis 2 Metern (selten bis 5 Meter). Es sind 10 bis 20 (selten bis 25) Rippen vorhanden. Die 4 bis 6 abstehenden Mitteldornen sind gelblich braun bis dunkler braun, bis 5 Zentimeter lang und meist nur schwer von den Randdornen zu unterscheiden. Die 10 bis 12 (selten bis 20) dünnen, braunen Randdornen sind nadelig und erreichen eine Länge von 1,5 Zentimetern. Das bis 20 Zentimeter breite und bis 1,5 Meter lange, dunkle Cephalium besteht aus reichlich Wolle und Borsten.
Die glockenförmigen, weit offenen Blüten sind rosarötlich weiß und bis 5 Zentimeter lang. Die schlank kreiselförmigen Früchte sind purpurviolettlich, an ihrer Basis heller und werden bis 2 Zentimeter lang.

## Verbreitung, Systematik und Gefährdung
Coleocephalocereus goebelianus ist im brasilianischen Bundesstaat Bahia verbreitet.
Die Erstbeschreibung als Cereus goebelianus erfolgte 1923 durch Friedrich Karl Johann Vaupel. Albert Frederik Hendrik Buining stellte die Art 1970 in die Gattung Coleocephalocereus. Ein nomenklatorisches Synonym ist Mariottia goebeliana (Vaupel) Guiggi (2016).
In der Roten Liste gefährdeter Arten der IUCN wird die Art als „Least Concern (LC)“, d. h. als nicht gefährdet geführt.

## Nachweise